# 俳諧寺抄録
『俳諧寺抄録』（はいかいじしょうろく）は、俳人小林一茶晩年の筆録。俳諧寺は一茶の別号。文政6年（1823年）で始まり文政9年（1826年）4月で終わる。一茶の句はほとんど含まれないが、『八雲御抄』、『万葉集』、『古事記』、『古事記伝』などの国学書、古典注釈書の引用など、一茶の旺盛な研究心、知識欲の証といえる資料。原本は、一茶の門人の久保田春耕の子孫に伝えられ、一茶ゆかりの里 一茶館で保管、公開されている。小型の帳面に細かな文字で、ぎっしりと書き込まれている。